# ドラゴン魂
『ドラゴン魂』は、オルタナパブリッシングから刊行されたDVDムック。川保天骨責任編集

## 概要
- 2008年12月発行のムックドラゴンスピリッツ（朝日新聞出版）ISBN 978-4022505163から派生したDVD付ムック。
- 梶原一騎をキーワードに技術書や試合結果ではなく闘う男の魂を徹底的に追求する体験型マガジン。編集者自ら、そして読者自らがあらゆるものに挑戦していくという挑戦型マガジンとして創刊。
- 「全ての日本男児を鼓舞し、挑発し、応援するため、日本男児が再び世界の舞台に躍り出て、闘うための舞台を提供する！」という見出しの元に、格闘技、武道にこだわらず様々な世界に挑戦する人間を取材対象にした。
- 制作にあたったドラゴンメディアは、出版のみならずインターネット、映像レーベル、イベントなどのメディアミックス的展開をしている。[1]
- 不定期刊行物として続編も作られた。 ドラゴン魂2ISBN 978-4434252624

## 内容
- 主な収録コンテンツ
- ここが男たちの聖地だった！練馬の高森家（梶原一騎邸）に電撃訪問！
- 梶原一騎とは何だったのか？！
- 士道館　添野義二　大室山一騎道場訪問記
- 追悼！真樹日佐夫！
- 日本教育委員会！士魂　村上竜司
- 号泣せよ！『命の恩人　大山倍達』
- 大道塾　東孝に男の在り方と今後の日本について聞く！
- ブルース・リーからの手紙　By ターキーキムラ
- 藤原敏男インタビュー『リズムを崩せ！』
- 薩摩剣八郎の喧嘩最強剣術を学ぶ！
- 桂歌蔵　ブルース・リーの墓訪問！
- 『空手バカ一代』とは何だったのか？！
- 格闘技におけるロマンとは？
- 本誌編集長が狂ったように実弾発砲体験！
- 中年からのミリタリー入門
- 日本のポールダンサーがインドの伝統マラカンブに挑戦！

- 1. 2014年12月14日発売、ISBN 978-4434199653